# 광역 통신망

광역 통신망과 근거리 통신망 구조도

광역 통신망(영어: wide area network, WAN)은 드넓은 지리적 거리/장소를 넘나드는 통신 네트워크 또는 컴퓨터 네트워크이다. 광역 통신망은 종종 전용선과 함께 구성된다.
사업, 교육, 정부 기관들은 광역 통신망을 사용하여 세계의 다양한 지역의 직원, 학생, 고객, 구매자, 공급자에게 데이터를 중계한다. 본질적으로 이러한 방식의 전기통신은 장소에 관계없이 날마다 비즈니스가 효율적으로 수행될 수 있도록 도와준다. 인터넷은 광역 통신망으로 간주될 수 있다.
그 밖의 관련 통신망은 영역에 의해 구분되는데, 개인 통신망(PAN : 방 단위), 근거리 통신망(LAN : 건물 단위), 캠퍼스 통신망(CAN : 캠퍼스 단위), 도시권 통신망(MAN : 도시 단위)이 있다.

## 광역 통신망 구성
광역 통신망의 문서적 정의는 지역, 국가, 세상 범위까지 구성된 컴퓨터 네트워크이다. 광역 통신망은 근거리 통신망 유저들이 다른 지역에 있는 근거리 통신망 사용자들과 데이터 통신을 할 수 있도록 해 준다.
컴퓨터 네트워크 프로토콜 관점에서 설명하자면, 광역 통신망은 먼 거리에 있는 근거리 통신망이나 도시권 통신망로 데이터를 전송하는데 쓰이는 네트워크이다. 상대적으로 빠른 근거리 통신망을 사용하여 광역 통신망을 구성하지 않는 것은, OSI 모델의 하부 레이어는 먼 거리에 있는 많은 네트워크망을 사용하도록 제작되어 있지 않기 때문이다.
통신망은 크기로 설명을 하자면, 근거리 통신망 < 캠퍼스 통신망 < 도시권 통신망으로 이해할 수 있다. 캠퍼스 통신망은 여러 개의 근거리 통신망을 묶어서 상호간 고속으로 통신할 수 있도록 구성한다.
많은 광역 통신망은 특정한 조직이 해당 조직 내에서만 사용하고 있다. 그 외의 광역 통신망은, 보통 인터넷 서비스 공급자가 공급하는 망을 통해서 다른 기관의 네트워크에 접속하는 역할을 진행한다. 기업에서 사용하는 광역 통신망은 보통 인터넷 서비스 공급자가 제공하는 비싼 기업 전용망을 사용한다. 기업 전용망의 끝에는 라우터 같은 OSI 3계층 장비를 사용하여, 근거리 통신망과 광역 통신망을 연결한다. 비싼 기업 전용망 대신 패킷 스위칭 등의 방법으로 좀 더 저렴한 통신망을 사용하기도 한다.

## 사설 네트워크
약 42억개의 주소를 가진 IPv4 시스템에서 약 1,800만개의 주소는 사설 네트워크를 위해서 예약되어 있다. 이 예약된 사설 네트워크 주소 범위는 외부 인터넷을 위한 주소로 사용될 수 없다. 해당 주소는 모든 외부의 라우터에 의해서 무시된다. 그러므로, 사설 주소는 외부 네트워크와 직접적으로 연결될 수 없다. 이런 경우에 라우터에서 네트워크 주소 변환(NAT)를 통해서 접속할 수 있는 서비스를 제공한다.
| RFC1918 이름 | IP 주소 범위                  | 주소 개수  | 클래스 내용           | 최대 사이더 블록 (서브넷 마스크) | 호스트 ID 크기 |
| ------------ | ----------------------------- | ---------- | --------------------- | -------------------------------- | -------------- |
| 24비트 블록  | 10.0.0.0 – 10.255.255.255     | 16,777,216 | 클래스 A 하나         | 10.0.0.0/8 (255.0.0.0)           | 24 비트        |
| 20비트 블록  | 172.16.0.0 – 172.31.255.255   | 1,048,576  | 16개의 인접 클래스 B  | 172.16.0.0/12 (255.240.0.0)      | 20 비트        |
| 16비트 블록  | 192.168.0.0 – 192.168.255.255 | 65,536     | 256개의 인접 클래스 C | 192.168.0.0/16 (255.255.0.0)     | 16 비트        |

두 개의 근거리 통신망으로 연결할 수 없는 사무실이 있을 때, 동일 네트워크로 연결하고자 하는 경우 가상사설망(VPN)이나, 패킷 캡슐화를 통한 IP 터널을 통해서 연결하여 한 개의 사설 네트워크처럼 사용할 수 있다. 가상사설망이나, IP 터널을 사용한 기술은 암호화가 되어서 안전한 편에 속한다. PPTP나 L2TP기술의 경우는 보안 수준이 낮아서 해킹의 위험이 있어, 최근에는 SSL 기술을 사용하여 가상사설망을 구성한다.

## 광역 통신망 연결 기술 선택 사항
- 전용선: 가장 안전하지만 가격이 비싸다. 점대점 프로토콜(PPP), HDLC, SDLC, HNAS 프로토콜에 쓰인다.
- 회선 교환: 가격이 싸지만 전화 설치로 문의해야 한다. 점대점 프로토콜(PPP), ISDN 프로토콜에 쓰인다.
- 패킷 교환: X.25 프레임 릴레이 프로토콜에 쓰인다.
- 셀 릴레이: 데이터와 소리를 동시에 전달하는 데 가장 좋지만 오버헤드가 예상된다. ATM에 쓰인다.

## 같이 보기
- 근거리 통신망
- 도시 통신망
- 캠퍼스 통신망